# Luigi Riccio
Luigi „Gigi“ Riccio (* 28. Dezember 1977 in Neapel, Italien) ist ein ehemaliger italienischer Fußballspieler und heutiger -trainer. Aktuell ist er unter Gennaro Gattuso Co-Trainer der Italienischen Fußballnationalmannschaft.

## Karriere

### Als Spieler
Riccio begann seine Profikarriere beim Giarre FC, den er nach nur einem Jahr verließ, um sich dem AC Perugia anzuschließen. Dort blieb er drei Jahre, jedoch ohne Einsatz in Serie A und B. 1997 wechselte er nach Schottland zu den Glasgow Rangers. Nach nur einem Einsatz in einem Jahr beendete er das Kapitel und wechselte zu KSK Beveren nach Belgien. Doch auch dort spielte er nur unregelmäßig und verließ den Verein erneut nach nur einem Jahr.
Riccio kehrte nach Italien zurück und spielte für den AC Pistoiese, Ternana Calcio und den AC Ancona in drei Jahren insgesamt 65 Partien. 2002 wechselte er zum in die Serie B abgestiegenen Verein Piacenza Calcio. Diesem blieb er sieben Jahre lang treu und wurde sogar Kapitän der Mannschaft. Insgesamt absolvierte er für Piacenza 252 Spiele und erzielte 19 Tore. Zum Ausklang der Karriere schloss sich Riccio 2009 nochmals der US Sassuolo Calcio an und spielte aktiv bis 2011.

### Als Trainer
2012 wurde Riccio Co-Trainer beim FC Sion. Auch unter Gennaro Gattuso blieb Riccio Co-Trainer, sodass er mit diesem im Juni zur US Palermo wechselte. Nachdem Gattuso bereits nach wenigen Wochen als Cheftrainer entlassen worden war, blieb Riccio auch unter dessen Nachfolger Giuseppe Iachini als Assistent bei Palermo.
Ab Sommer 2014 war er wieder unter Gattuso als Co-Trainer tätig, zunächst für ein halbes Jahr beim zyprischen Erstligisten OFI Kreta, ab August 2015 für zwei Jahre beim AC Pisa, dann kurzzeitig bei der Jugendmannschaft des AC Mailand und seit November 2017 als Co-Trainer der Mailänder Profimannschaft. 2019 verließ Gattuso zusammen mit seinem Trainerteam Milan. Im Dezember 2019 folgte Gattusos und Riccios Anstellung bei der SSC Neapel, die bis 2021 andauerte. Von 2022 bis 2023 war Riccio unter Gattuso Co-Trainer des FC Valencia. Auch bei dessen folgenden Stationen Olympique Marseille und Hajduk Split assistierte Riccio.
Seit 2025 ist Riccio, weiterhin unter Gattuso, Co-Trainer der Italienischen Fußballnationalmannschaft.

## Erfolge

### Als Spieler
- Schottischer Meister: 1998/99
- Schottischer Pokalsieger: 1998/99

### Als Co-Trainer
- Aufstieg in die Serie B: 2015/16
- Italienischer Pokalsieger: 2019/20